# Surinaams korfbalteam
Het Surinaamse korfbalteam is een team van korfballers dat Suriname vertegenwoordigt in internationale wedstrijden.
De verantwoordelijkheid van het Surinaamse korfbalteam ligt bij de Surinaamse Korfbal Federatie. De federatie werd in 2017 opgericht, onder leiding van Riko Kruit, Gerald van Dijk, Sharvien Sahai en Ivan Karsters.

## Resultaten op de wereldkampioenschappen
| Wereldkampioenschap korfbal |               |             |               |
| Jaar                        | Kampioenschap | Gastheer    | Klassering    |
| 1978                        | 1e WK         | Nederland   | geen deelname |
| 1984                        | 2e WK         | België      | geen deelname |
| 1987                        | 3e WK         | Nederland   | geen deelname |
| 1991                        | 4e WK         | België      | geen deelname |
| 1995                        | 5e WK         | India       | geen deelname |
| 1999                        | 6e WK         | Australië   | geen deelname |
| 2003                        | 7e WK         | Nederland   | geen deelname |
| 2007                        | 8e WK         | Tsjechië    | geen deelname |
| 2011                        | 9e WK         | China       | geen deelname |
| 2015                        | 10e WK        | België      | geen deelname |
| 2019                        | 11e WK        | Zuid-Afrika | 6e plaats     |
| 2023                        | 12e WK        | Taiwan      | 5e plaats     |

## Resultaten op de Wereldspelen
| Wereldspelen |                  |                       |               |
| Jaar         | Kampioenschap    | Gastland              | Klassering    |
| 1985         | 2e Wereldspelen  | Londen (Engeland)     | geen deelname |
| 1989         | 3e Wereldspelen  | Karlsruhe (Duitsland) | geen deelname |
| 1993         | 4e Wereldspelen  | Den Haag (Nederland)  | geen deelname |
| 1997         | 5e Wereldspelen  | Lahti (Finland)       | geen deelname |
| 2001         | 6e Wereldspelen  | Akita (Japan)         | geen deelname |
| 2005         | 7e Wereldspelen  | Duisburg (Duitsland)  | geen deelname |
| 2009         | 8e Wereldspelen  | Kaohsiung (Taiwan)    | geen deelname |
| 2013         | 9e Wereldspelen  | Cali (Colombia)       | geen deelname |
| 2017         | 10e Wereldspelen | Wroclaw (Polen)       | geen deelname |
| 2022         | 11e Wereldspelen | Birmingham (USA)      | 6e plaats     |
| 2025         | 12e Wereldspelen | Chengdu (China)       | 5e plaats     |

## Resultaten op de Pan-Amerikaanse kampioenschappen
| Pan-Amerikaanse kampioenschap |               |            |               |
| Jaar                          | Kampioenschap | Gastheer   | Klassering    |
| 2014                          | 1e P-A        | Brazilië   | geen deelname |
| 2018                          | 2e P-A        | Colombia   | Goud          |
| 2022                          | 3e P-A        | Argentinië | Goud          |

## Bondscoaches
| Periode      | Nationaliteit | Bondscoach    | Dienstjaren |  | Medailles |  | Gecoachte toernooien               |  |  | extra info |
| ------------ | ------------- | ------------- | ----------- |  | --------- |  | ---------------------------------- |  |  | ---------- |
| 2023 - heden | NED           | Ivan Karsters | 1           |  |           |  | Wk 2023                            |  |  | 0          |
| 2021 - 2023  | NED           | Riko Kruit    | 2           |  | 1         |  | Pan Amerika 2022, World Games 2022 |  |  | 0          |
| 2019 - 2021  | NED           | Dico Dik      | 2           |  | 0         |  |                                    |  |  | 0          |
| 2017 - 2019  | NED           | Riko Kruit    | 2           |  | 1         |  | Pan Amerika 2018, WK 2019          |  |  | 0          |

## Huidige samenstelling
De samenstelling van het Surinaamse korfbalteam (laatste update: 07-09-2023)
Staf
- Hoofdcoach: Ivan Karsters
- Assistent bondscoach: Jairus Nicatia
- Fysiotherapeut: Theo Rouffaer
- Team manager: Susan Bijsterbosch

Dames
- Sharona van der Kooye
- Sandy Ramlal
- Tamera van der Stelt
- Zané Vorm
- Iske van Ginkel
- Shera Desaunois
- Isaura Hilgen

Heren
- Randell van der Steen
- Delano Braumuller
- Wayne Stienstra
- Vladimir Slot
- Trojan Pinas
- Arien van den Berg
- Thomas Visser

### Voormalige selecties
1: Jaleesa Claver ·
2: Sandy Ramlal ·
3: Zané Vorm ·
6: Romy Braumuller ·
8: Dyani Pfaltzgraff ·
9: Tamera van der Stelt ·
13: Gerald van Dijk ·
14: Ivan Karsters ·
15: Randell van der Steen ·
16: Delano Braumuller ·
20: Vladimir Slot · 21: Wayne Stienstra · 23: Vikash Missier · 24: Sharona van der Kooye · Coach: Riko Kruit
1: Jaleesa Claver ·
2: Isaura Hilgen ·
3: Shera Desaunois ·
4: Susila de Klein ·
5: Nisha Verwey ·
6: Michelle Brouwer ·
7: Dominique van der Stelt ·
8: Stephanie Brewster ·
9: Vikash Missier ·
10: Wayne Stienstra ·
11: Vladimir Slot · 12: Sharvien Sahai · 13: Gerald van Dijk · 14: Ivan Karsters · 15: Randell van der Steen · 16: Arien van den Berg · Coach: Riko Kruit
1: Isaura Hilgen ·
2: Sandy Ramlal ·
3: Zané Vorm ·
5: Tamera van der Stelt ·
6: Shera Desaunois ·
7: Sharona van der Kooye ·
8: Iske van Ginkel ·
13: Arien van den Berg ·
15: Randell van der Steen ·
16: Delano Braumuller ·
17: Wayne Stienstra · 18: Thomas Visser · 19: Trojan Pinas · 20: Vladimir Slot · Coach: Ivan Karsters
1: Jaleesa Claver ·
2: Isaula Hilgen ·
3: Shera Desaunois ·
4: Dominique van der Stelt ·
5: Nisha Verwey ·
6: Michelle Brouwer ·
8: Stephanie Brewster ·
9: Vikash Missier ·
10: Wayne Stienstra ·
11: Kamil Hiralal ·
12: Sharvien Sahai · 13: Gerald van Dijk · 14: Ivan Karsters · 15: Randell van der Steen · 16: Arien van den Berg · Coach: Riko Kruit
1: Isaura Hilgen ·
2: Sandy Ramlal ·
6: Romy Braumuller ·
8: Dominique van der Stelt ·
13: Arien van den Berg ·
14: Ivan Karsters ·
15: Randell van der Steen ·
16: Kamil Hiralal ·
19: Trojan Pinas ·
24: Sharona van der Kooye ·
-: - · Coach: Riko Kruit